# Красновское
Красно́вское (бел. Красно́ўскае) — озеро в Миорском районе Витебской области Белоруссии в междуречье рек Матица и Бережа (притоки Дисны).
Площадь поверхности озера 1,37 км², длина 1,76 км, наибольшая ширина 0,84 км. Наибольшая глубина озера Красновское достигает 4,5 м. Длина береговой линии 4,7 км, площадь водосбора — 4,6 км², объём воды 2,24 млн м³.
Озеро расположено в 15 км к югу от города Миоры. На южном берегу озера находится деревня Старый Погост, к северу от озера — деревня Красное. Сток из озера в северной части через ручей, ведущий в систему мелиоративных каналов в заболоченных торфяниках севернее озера.
Озеро имеет слегка вытянутую форму. Склоны котловины высотой 8-10 м, распаханные, на северо-западе под лесом. Берега песчаные, на западе заболоченные. На западе к пойме озера примыкают верховые болота шириной до 500 м. Дно устлано сапропелем, около северного и южного берегов — песчаное. Вода отличается очень низкой минерализацией. Озеро зарастает по всей площади, ширина полосы прибрежной растительности до 50 м.